# دلریوم
دلریوم (انگلیسی: Delerium) یک گروه دونفرهٔ موسیقی الکترونیک کانادایی است که در سال ۱۹۸۷ میلادی بنیان نهاده شد و در آغاز جزئی از یک پروژه موسیقی اینداستریال به نام «فرانت لاین اَسمبلی» بود.
یکی از آهنگ‌های آنان به نامِ «سکوت»، شهرت جهانی دارد.